# 4186 Tamashima
4186 Tamashima este un asteroid din centura principală, descoperit pe 18 februarie 1977 de Hiroki Kosai și Kiichiro Hurukawa.